# Trstenik (Glogovac)
Pour les articles homonymes, voir Trstenik (homonymie).
Tërstenik en albanais et Trstenik en serbe latin (en serbe cyrillique : Трстеник) est une localité du Kosovo située dans la commune/municipalité de Gllogoc/Glogovac, district de Pristina (Kosovo) ou district de Kosovo (Serbie). Selon le recensement kosovar de 2011, elle compte 3 903 habitants.

## Démographie

### Évolution historique de la population dans la localité
| 1948  | 1953  | 1961  | 1971  | 1981  | 1991  | 2011  |
| ----- | ----- | ----- | ----- | ----- | ----- | ----- |
| 1 111 | 1 170 | 1 472 | 1 956 | 2 662 | 3 525 | 3 903 |

|  |

### Répartition de la population par nationalités (2011)
En 2011, les Albanais représentaient 99,82 % de la population.